# Calpúrnia (dama romana)
Calpúrnia (en llatí Calpurnia) era una dama romana que va ser enviada a l'exili per la gelosia d'Agripina, la dona de l'emperador Claudi. L'emperador havia alabat la figura de la dama i Agripina ho va sentir. Neró la va fer tornar l'any 60 com a mostra de clemència després d'haver assassinat a la seva mare Agripina.